# Irréligion à Singapour
L'irréligion à Singapour fait référence à l'athéisme, l'agnosticisme, le déisme, le scepticisme religieux et l'humanisme séculier à Singapour.

## Statistiques
En 2020, 20% des Singapouriens déclarent n'avoir aucune appartenance religieuse. Le taux d'irréligion est différent selon les groupes ethniques de Singapour : environ 26 % des résidents chinois n'ont pas de religion, contre seulement 0,4 % des résidents malais et 2,2 % des résidents indiens. L'âge est également un facteur important, car environ 24% des personnes âgées de 15 à 24 ans ont indiqué n'avoir aucun lien religieux, contre 15% des résidents âgés de 55 ans et plus lors du dernier recensement.
Certains habitants ne s'affilient à aucune religion, mais continueront à pratiquer des rituels traditionnels comme le culte des ancêtres, qu'ils ne considèrent pas nécessairement comme religieux par essence. Le nombre de personnes non religieuses à Singapour a légèrement augmenté. Les rapports de recensement montrent que ceux qui ont déclaré n'avoir aucune religion sont passés de 13% en 1980 à 20% en 2020. Ces dernières années, les rassemblements sociaux de personnes non religieuses sont devenus plus populaires à Singapour.
Depuis 2005, des groupes athées informels avaient organisé des rassemblements sociaux pour discuter de religion et de laïcité, et des livres populaires sur le sujet d'auteurs tels que Richard Dawkins et Christopher Hitchens. L'un des premiers groupes s'appelait Atheist Haven et a été formé par trois Singapouriens en 2004.

## Société humaniste de Singapour
En 2008, le Singapore Humanism Meetup a été formé en tant que réseau social d'humanistes laïques, athées et agnostiques. En octobre 2010, la Humanist Society (Singapour) est devenue le premier groupe humaniste à être reconnu comme une société. De nombreux membres pionniers de la société se sont rencontrés lors de rassemblements organisés par le Singapore Humanism Meetup.

## Affiliation
Les groupes non religieux à Singapour sont également liés à d'autres réseaux non religieux en Asie du Sud-Est. Le Singapore Humanism Meetup, Singaporean Atheists and Humanist Society (Singapour) est répertorié sur le site Web des athées d'Asie du Sud-Est.